# Кшчоновиці (Сташовський повіт)
Кшчоновиці (пол. Krzczonowice) — село в Польщі, у гміні Сташув Сташовського повіту Свентокшиського воєводства.
Населення — 266 осіб (2011).
У 1975-1998 роках село належало до Тарнобжезького воєводства.

## Демографія
Демографічна структура на день 31 березня 2011 року:
|          | Загалом | Допрацездатний вік | Працездатний вік | Постпрацездатний вік |
| -------- | ------- | ------------------ | ---------------- | -------------------- |
| Чоловіки | 134     | 28                 | 86               | 20                   |
| Жінки    | 132     | 30                 | 69               | 33                   |
| Разом    | 266     | 58                 | 155              | 53                   |